# Бакалинский сельсовет
Бакалинский сельсовет — муниципальное образование в Бакалинском районе Башкортостана.
В 2008 году объединен с сельским поселением Старокуяновский сельсовет.

## История
Закон Республики Башкортостан от 19.11.2008 N 49-з «Об изменениях в административно-территориальном устройстве Республики Башкортостан в связи с объединением отдельных сельсоветов и передачей населённых пунктов», ст.1 п. 7) а) гласит:

 "объединить Бакалинский и Старокуяновский сельсоветы с сохранением наименования «Бакалинский» с административным центром в селе Бакалы.
Включить сёла Старокуяново, Токбердино Старокуяновского сельсовета в состав Бакалинского сельсовета.

Утвердить границы Бакалинского сельсовета согласно представленной схематической карте.

Исключить из учётных данных Старокуяновский сельсовет

## Население
| 2002    | 2009    | 2010    | 2012    | 2013    | 2014    | 2015    |
| ------- | ------- | ------- | ------- | ------- | ------- | ------- |
| 11 893  | ↗12 229 | ↘11 605 | ↘11 535 | ↗11 652 | ↗11 882 | ↘11 840 |
| 2016    | 2017    |         |         |         |         |         |
| →11 840 | ↗11 848 |         |         |         |         |         |

## Состав сельского поселения
| № | Населённый пункт | Тип населённого пункта       | Население |
| - | ---------------- | ---------------------------- | --------- |
| 1 | Бакалы           | село, административный центр | ↗10 282   |
| 2 | Новые Балыклы    | село                         | ↗493      |
| 3 | Токбердино       | село                         | ↘426      |
| 4 | Старокуяново     | село                         | ↘379      |
| 5 | Урман            | деревня                      | ↘296      |
| 6 | Сосновка         | деревня                      | ↗254      |
| 7 | Плодоягодная     | деревня                      | ↗189      |

### Упразднённые населённые пункты
Посёлок райбольницы